# Ludovic Kennedy
Ludovic Henry Coverley Kennedy, född 3 november 1919 i Edinburgh, Skottland, död 18 oktober 2009 i Salisbury, Wiltshire, var en brittisk journalist, nyhetsanalytiker, radio- och TV-profil och författare.
Han var känd för att i en rad böcker och TV-program ha analyserat en rad brottsdomar. Bland annat ledde hans TV-program gällande Timothy Evans till att denne 1966 erhöll en kunglig benådning; han hade avrättats 16 år tidigare. Evans hade anklagats för att ha mördat sin hustru och lilla dotter, där det senare framkom att den egentlige mördaren var John Reginald Christie. Den enda av hans böcker som kommit i svensk översättning är Sänk Bismarck! (Pursuit, översättning Sven Bergström, Raben & Sjögren, 1975).
Kennedys TV-program ledde till att dödsstraffet avskaffades i Storbritannien (1971).
Han ifrågasatte även att det var Bruno Hauptmann som låg bakom kidnappningen och mordet på sonen till Charles Lindbergh.
Från år 1950 var han gift med den brittiska skådespelaren och ballerinan Moira Shearer (fram till hennes död 2006).

### Webbkällor
- ”Sir Ludovic Kennedy”. The Telegraph. 19 oktober 2009. http://www.telegraph.co.uk/news/obituaries/politics-obituaries/6374967/Sir-Ludovic-Kennedy.html. (engelska)